# HMS Wellesley (1815)
HMS „Wellesley” – XIX-wieczny brytyjski żaglowy okręt liniowy III rangi (third-rate), w późniejszym okresie statek szkolny TS „Cornwall”.

## Historia
Okręt zbudowany został przez Brytyjską Kompanię Wschodnioindyjską dla Royal Navy, w stoczni w Bombaju; zamówiony w 1812 roku. Wodowanie odbyło się 24 lutego 1815 roku. Jednostka nazwana została na cześć gubernatora kolonialnego Richarda Wellesleya, markiza Wellesley lub jego brata – generała Arthura Wellesleya, księcia Wellingtona.
W latach 1825–1827 „Wellesley” jako okręt flagowy George'a Eyre'a stacjonował w Ameryce Południowej. Dowódcą jednostki był wówczas Gordon Falcon.
W 1837 roku okręt przydzielony został do służby na Dalekim Wschodzie (dowodzony przez Thomasa Maitlanda), gdzie służył kolejno jako okręt flagowy Fredericka Lewisa Maitlanda, Gordona Bremera i Williama Parkera. Uczestniczył w działaniach wojennych przeciw Chinom podczas I wojny opiumowej. 26 lutego 1841 roku Charles Elliot, przebywając na pokładzie okrętu, ogłosił się administratorem kolonialnym Hongkongu, pierwszej brytyjskiej posiadłości w Azji Wschodniej. Po eskalacji konfliktu okręt brał udział w bombardowaniu Amoj (ob. Xiamen) w tym samym roku.
Od 1854 roku „Wellesley” na stałe zacumowany był w Chatham, gdzie pełnił funkcję okrętu flagowego dowódcy portu oraz koszarowego dla nowych marynarzy.
W 1868 roku admiralicja planowała wycofanie okrętu z eksploatacji. School Ship Society, organizacja prowadząca morską szkołę poprawczą dla chłopców w wieku 11-14 lat, z powodzeniem wnioskowała o przekazanie im jednostki z zamiarem zastąpienia dotychczas należącego do niej statku TS „Cornwall”. 18 czerwca 1868 roku obie jednostki zamieniły się nazwami. TS „Wellesley” (dotychczasowy TS „Cornwall”) przebazowany został z Purfleet na Tamizie do Tyneside, gdzie na jego pokładzie funkcjonowała odtąd szkoła marynarska. TS „Cornwall” (ex-HMS „Wellesley”) zajął jego miejsce w Purfleet. Na statku zamustrowanych było do 275 młodocianych.
W 1879 roku na statku wybuchła epidemia włośnicy, dotykając 43 przebywających na nim dzieci, z których jedno zmarło. Był to drugi w historii Wielkiej Brytanii zdiagnozowany przypadek tej choroby, wywołany spożyciem skażonej wieprzowiny. Incydent był przedmiotem debat w Izbie Lordów. W pierwszych latach XX wieku miała miejsce seria skandali, w tym dwa przypadki zaatakowania członka załogi nożem przez podopiecznych, jak i epidemia duru brzusznego, spowodowana przez zainfekowane koce sprowadzone ze szpitala wojskowego w Afryce Południowej. 30 sierpnia 1915 roku kuter z załogą złożoną z wychowanków TS „Cornwall” zatonął w następstwie kolizji z holownikiem – w wypadku zginęło 16 chłopców i oficer.
W 1926 lub 1928 roku statek przeniesiony został w dół Tamizy, do Denton, koło Gravesend. W lipcu 1939 roku zadecydowano, że statek szkolny zakończy służbę w 1941 roku, na co wpływ miały zarówno zastrzeżenia co do działalności instytucji, jak również pogarszający się stan techniczny jednostki. W związku z wybuchem II wojny światowej podopieczni zostali jeszcze w tym samym roku ewakuowani do obozu w Brandon.
24 września 1940 roku, podczas niemieckiego nalotu, zacumowany w Denton okręt został trafiony przez bombę lotniczą. W 1948 roku został podniesiony z dna i osadzony na plaży koło Tilbury, a następnie rozebrany. Drewno z okrętu posłużyło do napraw gmachu londyńskich sądów (Law Courts). Galion okrętu umieszczony został przy wjeździe do stoczni marynarki wojennej w Chatham, gdzie znajduje się do dzisiaj. Zatopienie jednostki było ostatnim odnotowanym przypadkiem zatopienia okrętu żaglowego w wyniku działań wojennych, a jednocześnie jedynym przypadkiem zatopienia brytyjskiego okrętu żaglowego w wyniku ataku lotniczego.

## Opis konstrukcji
HMS „Wellesley” był okrętem trójmasztowym, o kadłubie z drewna dębu indyjskiego, uzbrojony w 74 działa. Długość – 53,6 m (176 stóp), szerokość – 14,8 m (48,5 stopy). Tonaż wynosił 1746 ton rejestrowych (mierzony metodą Builder's Old Measurement).